# Corallistes microstylifer
Corallistes microstylifer är en svampdjursart som beskrevs av Claude Lévi 1983. Corallistes microstylifer ingår i släktet Corallistes och familjen Corallistidae.
Artens utbredningsområde är havet kring Nya Kaledonien. Inga underarter finns listade i Catalogue of Life.